# Myriam Marcotte

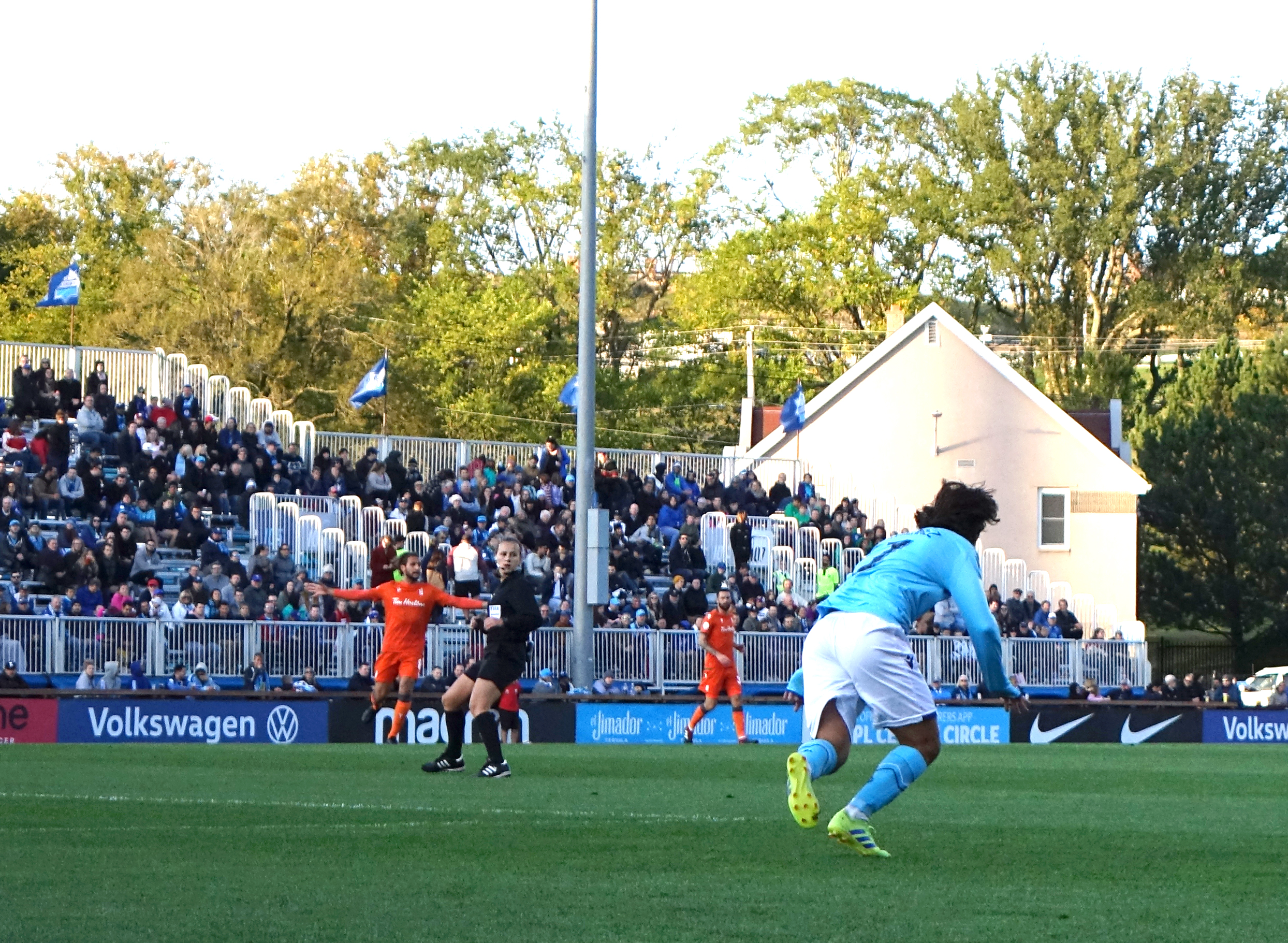
Myriam Marcotte (2019)

Myriam Marcotte (* 8. April 1992 in Québec, Québec) ist eine kanadische Fußballschiedsrichterin.
Seit 2019 steht sie auf der FIFA-Liste und leitet internationale Fußballpartien.
Bei der CONCACAF W Championship 2022 in Mexiko pfiff Marcotte ein Gruppenspiel. Zudem leitete sie zwei Gruppenspiele bei der U-17-Weltmeisterschaft 2022 in Indien im Oktober 2022.
2023 wurde Marcotte für die Weltmeisterschaft 2023 in Australien und Neuseeland nominiert. Bei dieser wurde sie in sechs Spielen als Vierte Offizielle eingesetzt.